# Гощук Федір Васильович
Гощук Федір Васильович (19 липня 1955 — 29 червня 2016) — композитор, художній керівник та диригент, заслужений працівник культури України, член РОАК Всеукраїнської музичної спілки, лауреат обласної мистецької премії ім. Германа Жуковського.

## Життєпис
Народився 19 липня 1955 року в селі Ділове Рахівського району Закарпатської області. З відзнакою 1978 року закінчив Ужгородське музичне училище (клас викладача П.Марка), а у 1986 року — Рівненський державний інститут культури (клас заслуженого артиста України, доцента Б.Дерев'янка).
З 1986 року був художнім керівником та диригентом Березнівського народного хору «Богуш». Автор сотень оригінальних пісень та обробок українських народних пісень.
Березнівський хор під керівництвом Ф.Гощука був лауреатом та володарем гран-прі всеукраїнських фестивалів-конкурсів «Український хоровий спів» (1993 р.), хорового конкурсу ім. П.Демуцького (1995, 1998, 2004 р.). Переможець обласного конкурсу ім.нар.артиста України Є.Кухарця. Учасник XVI фестивалю української культури в Підляшші (Польща) «Підляська осінь» (2007 р.) та ІІ регіонального фестивалю пісенної творчості «Барви древнього міста» (м. Старокостянтинів). Дві програми авторських пісень Федора Гощука були записані на Рівненському обласному радіо .
Автор музики гімну Березнівського району Рівненської області та м. Вараш (Кузнецовськ).
З 2006 року — керівник народного аматорського хору Центру культури та дозвілля м. Кузнецовська (Вараш). Колектив був учасником багатьох всеукраїнських та обласних фестивалів, володар гран-прі обласного фестивалю хорових колективів «Пісня — доля моя!» ім. Є.Кухарця (м. Дубровиця),  З 2008 року — директор Кузнецовської дитячої музичної школи.
Також був керівником народного жіночого хору Березнівського ВПУ-4 Рівненської області (нагороджений дипломом II ступеня Міністерства освіти
і науки України, 2004 р.), студентського хору Березнівського лісотехнічного коледжу, народного самодіяльного колективу ансамблю «Зорина» Зірненської туберкульозної лікарні (Березнівський район), хорового колективу лікарів Березнівської центральної лікарні. Впродовж восьми років (2000—2008 рр.) працював в Березнівській ЗОШ № 2 — був вчителем музики та керівником дитячого хору.
Автор збірок пісень «Птахом над Поліссям полечу» (Рівне, 1993 р.), «І собі калину посадіть» (Здолбунів, 1993 р.), «В госточки прийшли співаночки» (Київ, 2005 р.).
Був одружений. Мав двох дітей. Помер на 61 році життя від невиліковної хвороби. Похований в м. Березне Рівненської області.